# Port Royale 3
Port Royale 3 ist der dritte Teil innerhalb der Port-Royale-Serie von Wirtschaftssimulationen. Es ist der erste Teil, der von Gaming Minds entwickelt wurde und von Kalypso Media vertrieben wurde. Das Spiel wurde am 4. Mai 2012 für Microsoft Windows sowie am 31. August 2012 für PlayStation 3 und Xbox 360 veröffentlicht.

## Entwicklung
Nach der Auflösung von Ascaron wurden die Namensrechte an Kalypso Media verkauft. Kalypso Media übernahm die verbliebenen 15 Entwickler von Ascaron und gründete am selben Standort in Gütersloh die Gaming Minds Studios und verblieb als Mehrheitsanteileigner. Das Spiel wurde erstmals auf der Gamescom 2011 angekündigt.

## Spielprinzip
Das Spiel ist in der Karibik des 16. Jahrhunderts angesiedelt. Es werden zwei Kampagnen angeboten, um in das Spiel einzuführen. Als Händler muss man die heruntergekommenen Cayman-Inseln in eine Wirtschaftsmetropole verwandeln, um die Tochter des spanischen Gouverneurs zu beeindrucken. Hierbei werden Warenhandel, Produktionsketten und Ruf-System erklärt. Als Abenteurer muss man die Geliebte aus den Fängen eines Entführers befreien. Zentrales Element bleibt jedoch das Endlosspiel, auf das die Kampagnen hinarbeiten. Wesentliches Spielelement ist die Einrichtung automatischer Handelsrouten. Dabei wird wahlweise die grundlegende Strategie festgelegt: maximaler Profit, die angefahrenen Städte zu Wohlstand führen oder eigene Betriebe mit Rohstoffen versorgen. Alternativ können Details wie Preise und Warenmengen auch manuell definiert werden. Bei den Seeschlachten mit insgesamt 16 verschiedenen Schiffstypen sind Wind, Sandbänke, Wetter und Nebel wichtig.

## Rezeption
Das Spiel sei zum Veröffentlichungszeitraum von Programmfehlern geplagt. Dennoch sei es die bislang unterhaltsamste Neuauflage eines Klassikers durch Kalypso Media. Die Kampagne besäße eine überflüssige Rahmenhandlung, aber führe gut Schritt für Schritt in das Spiel ein. Die Steuerung der eigenen Flotte sei fummelig. Port Royale 3 fühle sich offenkundig der Tradition Reihe verpflichtet. Es wirke dabei jedoch wie ein neuer Anstrich für ein altbekanntes Spielprinzip. Die Inszenierung sei unaufgeregt und sowohl das Endlosspiel als auch die Kampagnen spielen sich zäh. Einsteiger hätten zwar schnell Erfolg. Es sei jedoch weder eine Weiterentwicklung des Genres noch eine zeitgemäße Neuauflage. Das Spiel sei zugänglicher und transparenter. Die Grafik sei jedoch hölzern. Das Austüfteln der perfekten Handelsrouten und der idealen Preisgrenzen bleibe motivierend. Mehr als eine verbesserte Grafik und wenige Detailverbesserung böte das Spiel im Vergleich zum Vorgänger jedoch nicht.